# 牧島村
牧島村（まきしまむら）は、佐賀県西松浦郡にあった村。現在の伊万里市の一部にあたる。

## 地理
- 海洋：伊万里湾[3]
- 河川：伊万里川[3]、脇田川[4]

## 歴史
- 1889年（明治22年）4月1日、町村制の施行により、西松浦郡木須村、脇田村（一部、陣内を除く）、松島搦（一部、三本松を除く）、瀬戸村が合併して村制施行し、牧島村が発足[1][2]。旧村名を継承した木須、脇田、松島搦、瀬戸の4大字を編成[2]。
- 1928年（昭和3年）12月10日、西松浦郡伊万里町に編入され廃止[1][2]。編入後、伊万里町大字木須・脇田・松島搦・瀬戸となる[2]。

## 産業
- 農業、商業、工業、漁業[2]
- 1919年（大正8年）から翌年にかけて短期間、牧島炭鉱で石炭採掘が行われた[2]。
- 大字瀬戸は佐賀藩内でも数少ない塩田村で、300年余の歴史があったが1910年（明治43年）に塩田は廃止された[2]。

## 村長
- 川副綱隆